# فرودگاه پندلتون

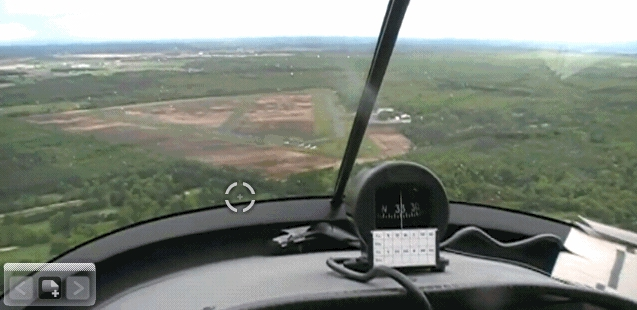
فرودگاه پندلتون از درون هواپیما

فرودگاه پندلتون (به انگلیسی: Pendleton Airport) یک فرودگاه همگانی است . این فرودگاه در کشور کانادا قرار دارد و در ارتفاع ۷۹ متری از سطح دریا واقع شده است.